# Spoorlijn Kabalo-Kalemie
De spoorlijn Kabalo-Kalemie is een spoorlijn in de Democratische Republiek Congo tussen de stations van Kabalo en Kalemie, langs de oever van het Tanganyikameer. De lijn is 273 km lang en wordt uitgebaat door de Société nationale des chemins de fer du Congo (SNCC). 

## Geschiedenis
De spoorweg tussen Kabalo en Albertstad (het huidige Kalemie) werd tussen 1912 en 1915 aangelegd door de Compagnie du chemin de fer du Congo Supérieur aux Grands Lacs africains. Het traject volgt in grote lijnen de loop van de Lukunga.
Momenteel wordt de spoorlijn enkel gebruikt voor vrachtvervoer (laatste update in september 2015).